# Thury (Côte-d'Or)
Thury è un comune francese di 301 abitanti situato nel dipartimento della Côte-d'Or nella regione della Borgogna-Franca Contea.

## Società

### Evoluzione demografica
Abitanti censiti